# Le Saulcy
Le Saulcy település Franciaországban, Vosges megyében. Lakosainak száma 297 fő (2022. január 1.). Le Saulcy La Broque, Grandfontaine, Plaine, Belval, Le Mont, Moussey és Le Puid községekkel határos.

## Népesség
A település népességének változása:
| Lakosok száma | 327  | 328  | 340  | 327  | 328  | 326  | 317  | 307  | 297  |
|               | 2013 | 2015 | 2016 | 2017 | 2018 | 2019 | 2020 | 2021 | 2022 |